# Antoninuswall
Der Antoninuswall (von lateinisch Vallum Antonini „Wall des Antoninus“) war Bestandteil des britannischen Limes. Er war die zweite große Wallanlage, die von den Römern im Norden Britanniens errichtet wurde. Die Holz-Erde-Befestigung ist weniger bekannt als der weiter südlich gelegene, vollständig in Stein ausgeführte Hadrianswall. Kurz vor Mitte des 2. Jahrhunderts n. Chr. gab Kaiser Antoninus Pius (138–161) diesen auf und begann weiter nördlich mit der Errichtung eines neuen, provisorischen Walls, der an der schmalsten Stelle der britischen Insel verlief. So gelang es ihm, die Provinz um etwa 160 Kilometer nach Norden auszuweiten. Der Schutz, den er vor den Überfällen der Kaledonier bieten sollte, war jedoch nur von kurzer Dauer. Er wurde schon gegen Ende des Jahrhunderts aufgegeben, der Hadrianswall wurde wieder bemannt und bis zum Beginn des 5. Jahrhunderts zur Grenzüberwachung genutzt. Der Antoninuswall wurde im frühen 3. Jahrhundert nur noch einmal – für kurze Zeit – mit römischen Truppen besetzt.

## Lage

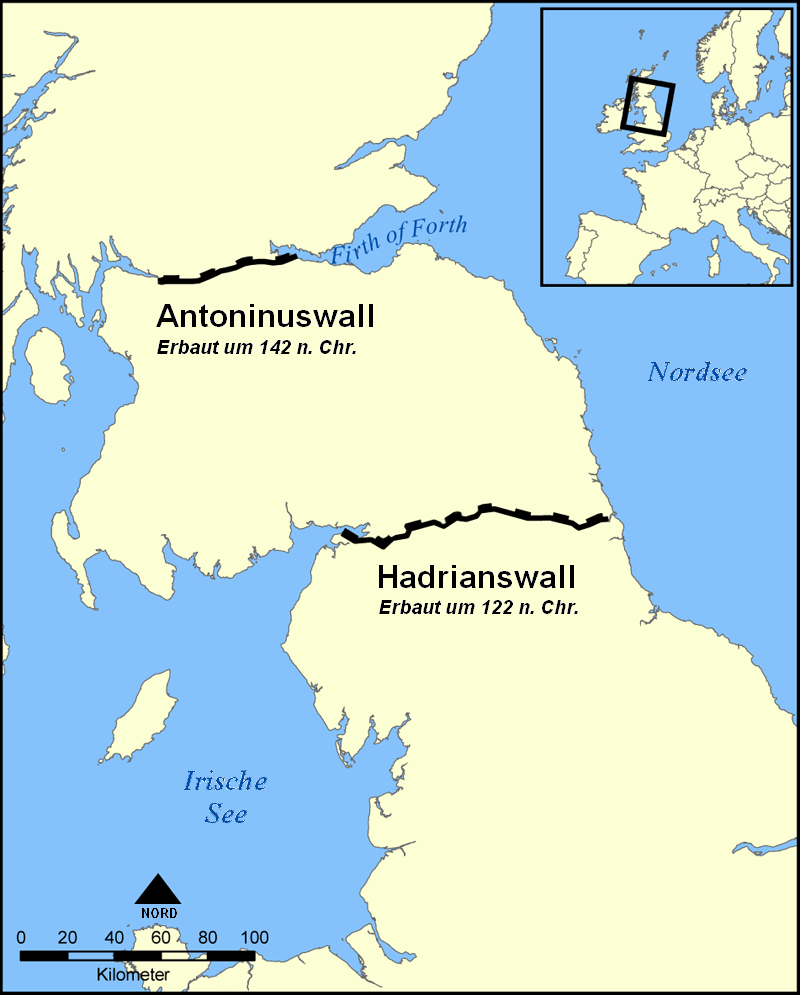
Lage des Antoninuswalls und des Hadrianswalls

Der Antoninuswall stand an einer topographisch viel günstigeren Position als sein Pendant im Süden. Das Sperrwerk wurde an der geographisch schmalsten Stelle (Central Belt) Schottlands, an Clota (Firth of Clyde) und Bodotria (Firth of Forth), quer durch die Central Lowlands errichtet. Es befand sich damit etwa 150 km nördlich des Hadrianswalls. Diese strategisch günstige Lage wurde bereits von Gnaeus Iulius Agricola erkannt und dient heute noch als Straßentrasse. Seine Länge von rund 60 km (das entspricht ein wenig mehr als der Hälfte des Hadrianswalls) erstreckte sich vom im Westen gelegenen Kastell Old Kilpatrick, in Dunbartonshire, am nördlichen Ufer des Clyde bis zum östlichsten Kastell Carriden bei Bridgeness am Firth of Forth. Von den südlichen Anhöhen des Forth-, Carron- und Kelvintales beherrscht er das Umland und bietet einen hervorragenden Ausblick Richtung Norden. Der genaue Verlauf zwischen Bridgeness und Carriden ist noch ungewiss, dennoch stammen von hier die am sorgfältigsten ausgearbeiteten Bauinschriften. Am Südufer des Carron zieht sich der Wall über die Basaltkuppen von Croy- und Bar Hill zu den Kilsyth Hills bis zu den Campsie Fells. Bei den Kastellen Inveravon und Balmuildy quert er die Flüsse Avon und Kelvin. Auch im Westabschnitt wurde der Wall bevorzugt auf Anhöhen errichtet (Kilpatrick Hills).

## Funktion

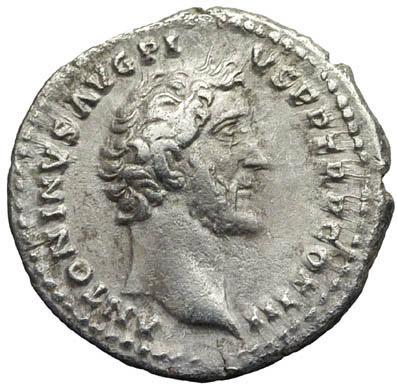
Porträt des Antoninus Pius

Nach gegenwärtigem Forschungsstand dienten die römischen Limites der Kaiserzeit primär der Regulierung und Überwachung des täglichen Grenzverkehrs sowie der Erhebung von Zöllen. Dies galt grundsätzlich auch für die Anlagen in Britannien. Vorübergehend sollte er wohl die Funktionen des Hadrianswalls übernehmen. Damit rückte man auch wesentlich näher an die Siedlungsgebiete der Highland-Stämme heran, die ständig die Provinz bedrohten. Das fast vollständige Fehlen von Annäherungshindernissen wie Palisaden oder Ähnlichem wirft jedoch ein besonderes Licht auf dieses Bauwerk und letztendlich auf die Gesamtkonzeption der Eroberungspolitik eines Herrschers, der Italien während seiner gesamten Regierungszeit nie verlassen hat. Die genauen Beweggründe des Kaisers für die Errichtung des Walls sind unklar. Offenbar sah er schon kurz nach seinem Herrschaftsantritt die Notwendigkeit, wieder einen größeren Landstrich in das Imperium zu integrieren und durch einen Wall abzusichern. Eventuell sollten damit aufkommende Zweifel an seiner militärischen Kompetenz zerstreut werden. So konnte sich Antoninus Pius, ganz in der Tradition seiner militärisch erfolgreichen Vorgänger, im Jahr 142 als Imperator akklamieren lassen. Ob er deswegen in Rom auch einen Triumphzug abhielt, ist umstritten, da die Quellen nichts dergleichen erwähnen.

## Entwicklung

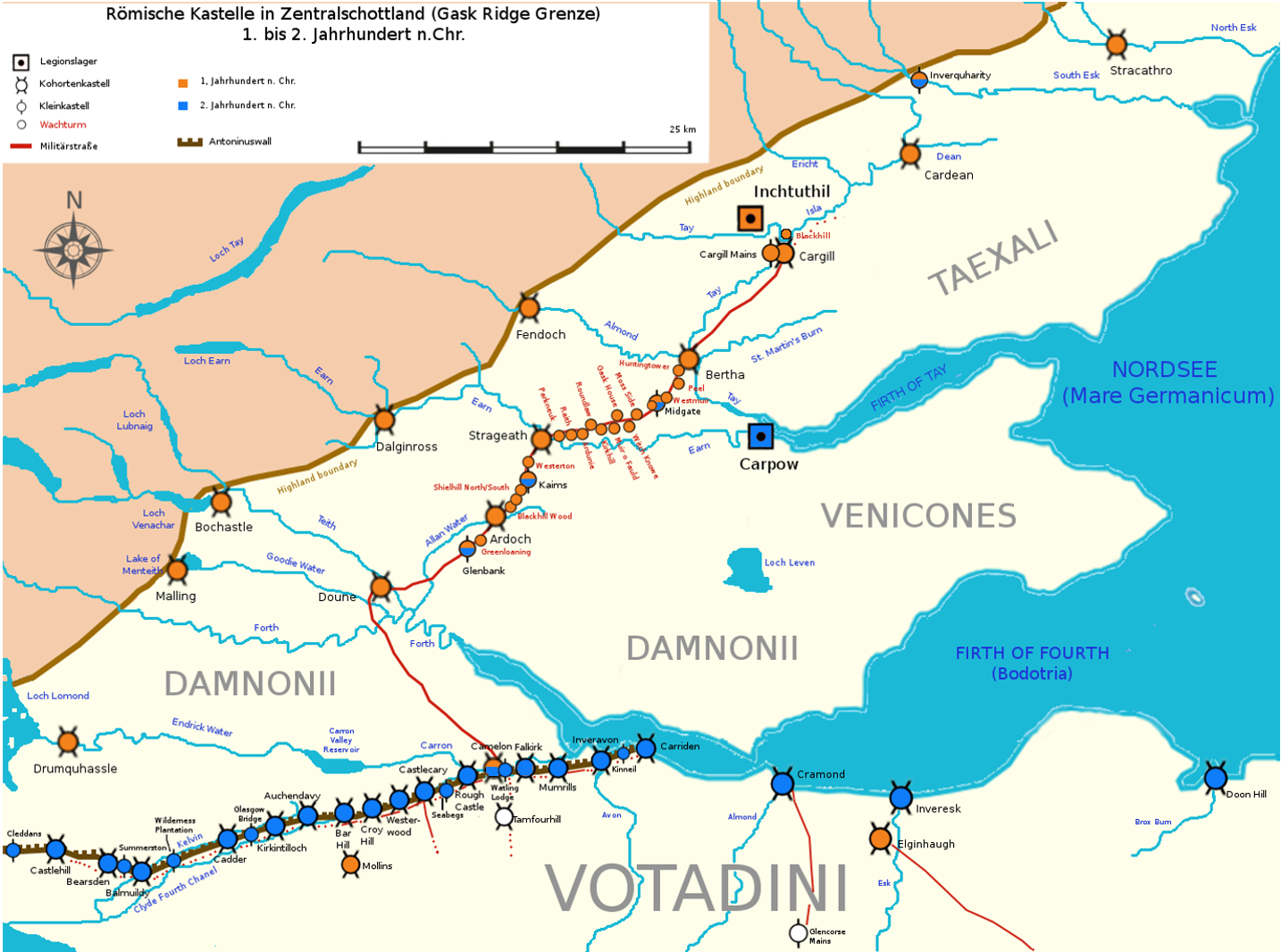
Kastell- und Wachturmkette der Gask Ridge und des Antoninuswalls

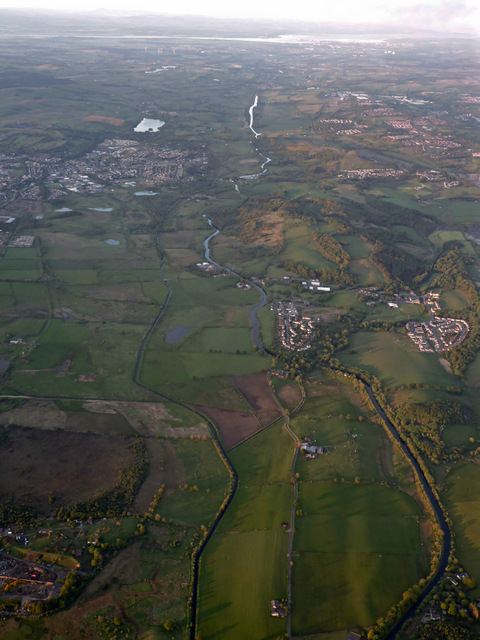
Westende des Walls, Blick über Auchendavy, Shirva, Twechar bis zum Firth of Forth

Rund 30 Jahre nach der Invasion Britanniens marschierten die Römer unter Agricola in Schottland ein. Innerhalb von sieben Jahren hatte er einen Großteil des Landes unter seine Kontrolle gebracht. Entlang der späteren Linie des Antoninuswalls entstanden schon damals einige Kastelle, andere entlang des Gask Ridge Limes in Perthshire. Ab Mitte der 80er Jahre n. Chr. wurden die römischen Truppen von dort wieder abgezogen, da sie an anderer Stelle im Reich dringender benötigt wurden. Um 122 n. Chr. legte Kaiser Hadrian mit dem Bau des Hadrianswalls die Nordgrenze an der Tyne-Solway-Landenge fest. Nach Hadrians Tod stieg Antoninus Pius (138–161 n. Chr.) zum römischen Imperator auf. Antoninus entschloss sich aus strategischen Gründen, taktischer Bequemlichkeit oder aus wirtschaftlichen Interessen, wieder einen Teil jener Gebiete in Schottland zu besetzen, die im 1. Jahrhundert n. Chr. unter Agricola die nördliche Reichsgrenze gebildet hatten. In den Jahren 139–141 war es angeblich zu Auseinandersetzungen mit den dort ansässigen Stämmen gekommen. Möglicherweise sollten ihre Territorien nun offiziell ins Reich eingegliedert werden, da die Romanisierung auch bei ihnen zunehmend Wirkung zeigte. In dieser Zeit kam es deswegen in den Lowlands aber auch zu schweren Unruhen, da die traditionellen Hillforts auf Druck der Römer geräumt wurden und die Bevölkerung ihre Wohnsitze in die Ebene verlegen musste, wo sie leichter zu kontrollieren war. Bei solchen Aufständen war es für die Armee weitaus schwieriger, vom weit entfernten Hadrianswall aus rasch zu intervenieren.
Der Gewinn für Rom war allerdings (im Vergleich mit dem dafür betriebenen Aufwand) nur gering, auch wenn die Wiederbesetzung das landwirtschaftlich ertragreichere Gebiet der Votadinii wieder unter die Herrschaft Roms brachte. Dass es dabei zu größeren Kampfhandlungen kam, ist unwahrscheinlich, da die Römer das Gebiet bereits vorher weitgehend unter ihre Herrschaft gebracht hatten. Da die Armee, anstatt ganz Caledonia (Kaledonien) zu besetzen, nur bis an die Forth-Clyde-Linie vorrückte und der Wall nicht von Anfang an in Stein hochgezogen wurde, lässt sich annehmen, dass keine dauerhafte Besetzung dieser Region geplant war. Der Wall stellt dennoch eine beeindruckende Leistung dar, da seine Kernstrukturen innerhalb von zwei Jahren fertiggestellt wurden.
Der Anmarsch der Armee erfolgte über mehrere schon seit dem 1. Jahrhundert n. Chr. bestehende Straßen in den Central Lowlands. Sie wurden ebenfalls durch Kastellketten gesichert. Für den Feldzug mussten auch die Garnisonen aus den Pennineskastellen herangezogen werden. Dennoch wurde dieses Bergland nicht gänzlich entmilitarisiert. Der Hadrianswall wurde, mit Ausnahme einiger Schlüsselpositionen, aufgegeben und die Wallgräben mit Erddämmen passierbar gemacht. In den Wallkastellen blieben nur kleine Restbesatzungen zurück oder es wurden dort als Ersatz Legionäre stationiert. Die Vorpostenkastelle wie Birrens und High Rochester blieben weiterhin besetzt oder wurden – wie das Kastell Risingham an der Dere Street zwischen 205 und 208 – neu gegründet. Im Zuge der Errichtung des Walls wurden auch einige Kastelle aus der Zeit des Agricola, wie z. B. Glenlochar und Raeburnfoot wieder besetzt oder neue Kleinkastelle errichtet.
Der Bau des Walls dauerte von 142 bis 144 n. Chr., nachdem in den ersten Jahren der Herrschaft des Antoninus Pius der Statthalter Quintus Lollius Urbicus das Gebiet nördlich des Hadrianswalls besetzt hatte. Die Fertigstellung der gesamten Infrastruktur der Grenzanlage nahm vermutlich noch weitere zwölf Jahre in Anspruch. Jenseits des Walls standen weitere Vorposten an den Aufmarschstraßen ins nördliche Kaledonien, in etwa bis Perth im Nordosten. Am Nordufer des Clyde führte eine Straße von Old Kilpatrick zu einem Hafen bei Dumbarton. Er lag schon weit außerhalb des von den Römern okkupierten Gebietes, dies zeigt, dass die Armee auch das Land vor dem Wall unter Kontrolle hatte. Am Tay wurden Vorposten errichtet, die die Five-Halbinsel sichern sollten und als Frühwarnsystem dienten. Von Watling Lodge ausgehend führte eine Straße zu den alten Gask-Ridge-Kastellen Bertha, Strageath und Ardoch, die ebenfalls wieder mit römischen Garnisonen belegt wurden.
Trotz der von den Römern zusätzlich auch in den Lowlands entlang der Hauptverbindungsstraßen zahlreich errichteten temporären Lager konnten sie die dort ansässigen Pikten- und Kelten-Stämme aber nie auf Dauer unterwerfen. Schon um 155 scheint der Wall kurzfristig aufgegeben worden zu sein. Kurz darauf wurde er aber wieder besetzt. Bereits gegen 160, noch vor dem Tod des Antoninus, wurde ein Großteil der römischen Truppen wieder an den Hadrianswall zurückverlegt. Um 182, nach nur 40 Jahren Besetzung, zog man die letzten Garnisonen vom Wall ab. Hauptgrund hierfür dürfte aber nicht der Druck der kaledonischen Stämme, sondern der massive Einfall von Barbarenvölkern an der Donaugrenze gewesen sein. Danach gelangten römische Soldaten erst im Jahre 208 – unter Kaiser Septimius Severus – wieder in diese Region; möglicherweise wurden dabei auch der Antoninuswall und seine Kastelle im Zuge dieses Feldzuges vorübergehend wieder bemannt. Darauf könnte zumindest die Erwähnung einer „Mauer des Severus“ bei späteren Historikern zurückzuführen sein, mit der wohl in Wirklichkeit der Antoninuswall gemeint war.
Der Wall wurde noch in der Spätantike bei den Chronisten Eutropius und Orosius erwähnt, im frühen Mittelalter bei Beda Venerabilis. Im Mittelalter wurden die Reste des Walls und seines Grabens als „Graham’s Dyke“ oder auch „Grim’s Dyke“ bezeichnet. Der größte Teil des Antoninuswalls wurde im Laufe der Zeit entweder zerstört oder durch natürliche Erosion abgetragen, doch einzelne Abschnitte sind bei Bearsden, Kirkintilloch, Twechar, Croy, Falkirk und Polmont nördlich von Glasgow noch gut im Gelände zu erkennen.

## Bestandteile der Wallanlage

### Wall

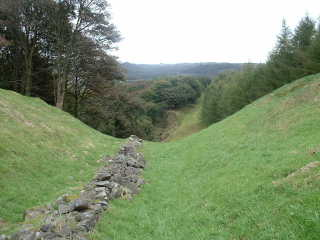
Der Antoninuswall beim Bar Hill zwischen Twechar und Croy, von Westen her gesehen

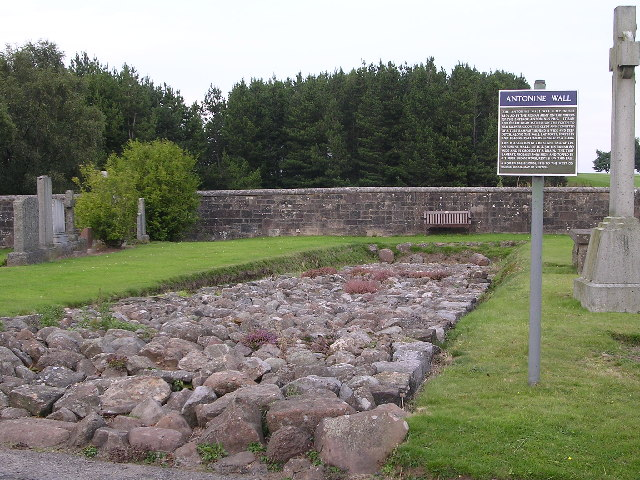
Freigelegtes Steinfundament des Walls bei Bearsden

Der Antoninuswall wurde als Murus caespiticius, als eine Mauer aus Rasensoden, konstruiert. Wie beim Hadrianswall wurde auch die Konstruktion des etwa 37 römische Meilen langen Antoninuswalls mehrmals abgeändert. Durch seine relativ einfache Konstruktion wurde auch wesentlich weniger Material benötigt. Im Vergleich zum Sperrwerk im Süden war er viel niedriger und weniger massiv befestigt, aber dafür wesentlich kürzer (60 km) und durch sein viel engmaschigeres Kastellnetz besser zu überwachen. Laut den Bauinschriften wurden zwei Längenmaßeinheiten verwendet. Westlich von Castlehill setzte man zur Angabe der Distanz (6,5 km) die römische Meile ein. Dieser Abschnitt war vermutlich in zehn Baulose à eine römische Meile aufgeteilt worden. Die Länge der Baulose von Castlehill bis Bridgeness wurde in römischen Fuß angegeben. Die dort kürzer ausgemessenen Strecken berücksichtigten wohl das schwierige Gelände.
Das Sperrwerk bestand im Wesentlichen aus einem auf einem 4,3 Meter breiten, unvermörtelten Steinfundament (bestehend aus einem Bruchsteinkern mit beidseitiger Verschalung), einem aus Rasenziegeln errichteten, ca. drei bis vier Meter hohen und fünf Meter breiten Damm mit Wehrgang, gekrönt mit einer hölzernen Brustwehr aus Palisaden oder Flechtwerk. Die Steinfundamente lassen vermuten, dass der Wall nach den ursprünglichen Plänen wie sein südliches Pendant ebenfalls gänzlich in Stein ausgebaut werden sollte, was aber offenbar später wieder verworfen wurde. Steil abfallendes Gelände wie in Bearsden wurde treppenartig abgesetzt, bei Caddar stieß man auf bis zu vier Meter hohe Stufen, die das Gelände künstlich terrassierten. Durch Entwässerungsgräben wurde das Fundament trocken gehalten. Abschnittsweise unterschiedliche Fundament- und Wallbreiten dürften auf die Ausführung der Bauarbeiten durch zwei Bautrupps zurückzuführen sein. Für den Bau des Walles war eine Breite von durchschnittlich 50 Metern vor und hinter der Grenzlinie erforderlich. Im Idealfall befand sich der zur Materialgewinnung geeignete Boden in unmittelbarer Nähe der Baustelle. Die Rasenstecharbeiten umfassten das Ausschneiden der Erdblöcke, das Verladen (meist auf den Rücken eines Soldaten), sowie das Transportieren, Entladen und Positionieren an der für sie vorgesehenen Stelle der Wallkonstruktion. Die Legionen hatten zweifellos die meiste Erfahrung mit derartigen Bauarbeiten, wie auch einige Reliefs auf der Trajanssäule veranschaulichen. Zur Standardausrüstung eines jeden römischen Soldaten im 1. Jahrhundert n. Chr. zählte außerdem ein sichelförmiger Rasenstecher. Die Arbeiten der Royal Engineers am Kastell Lunt (Baginton, Warwickshire), dem experimentellen Nachbau einer römischen Festung des 1. Jahrhunderts n. Chr. sowie das Studium der Angaben in militärischen Handbüchern – die noch vor der Mechanisierung erstellt wurden, erbrachten hiefür eine Arbeitszeit von etwa 10 Minuten. Der Rasenziegel wurde für den Transport mit einer Seilschlinge auf dem Rücken fixiert. Bei den Arbeiten am Kastell Lunt waren aber allein für das Anheben der Ziegel zwei Männer erforderlich, noch dazu konnten die Rasenziegel bei Unachtsamkeit leicht zerbrechen. Wahrscheinlich waren auch zwei Männer für das sichere Entladen und Auslegen erforderlich.

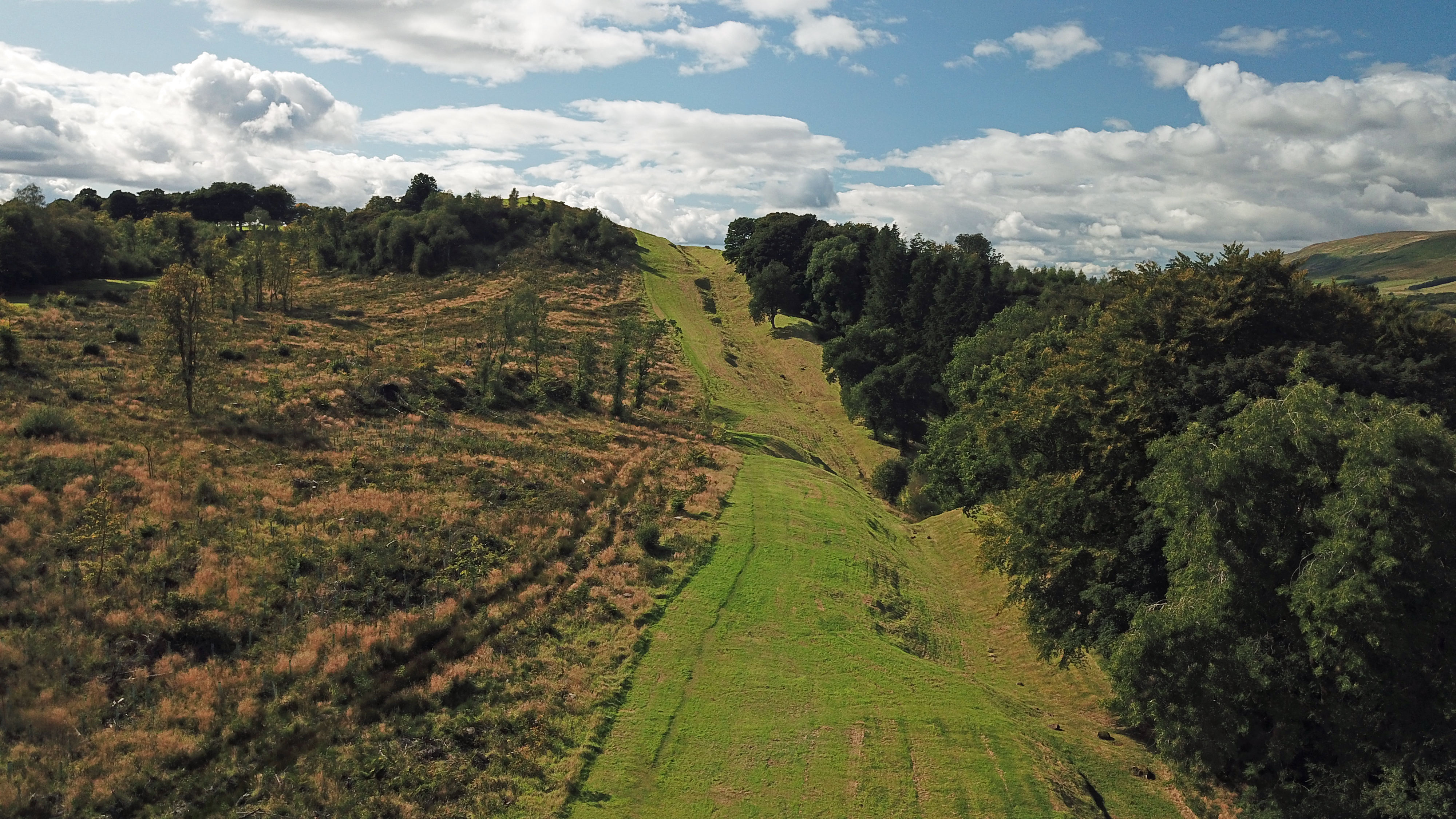
Reste des Walles beim Bar Hill
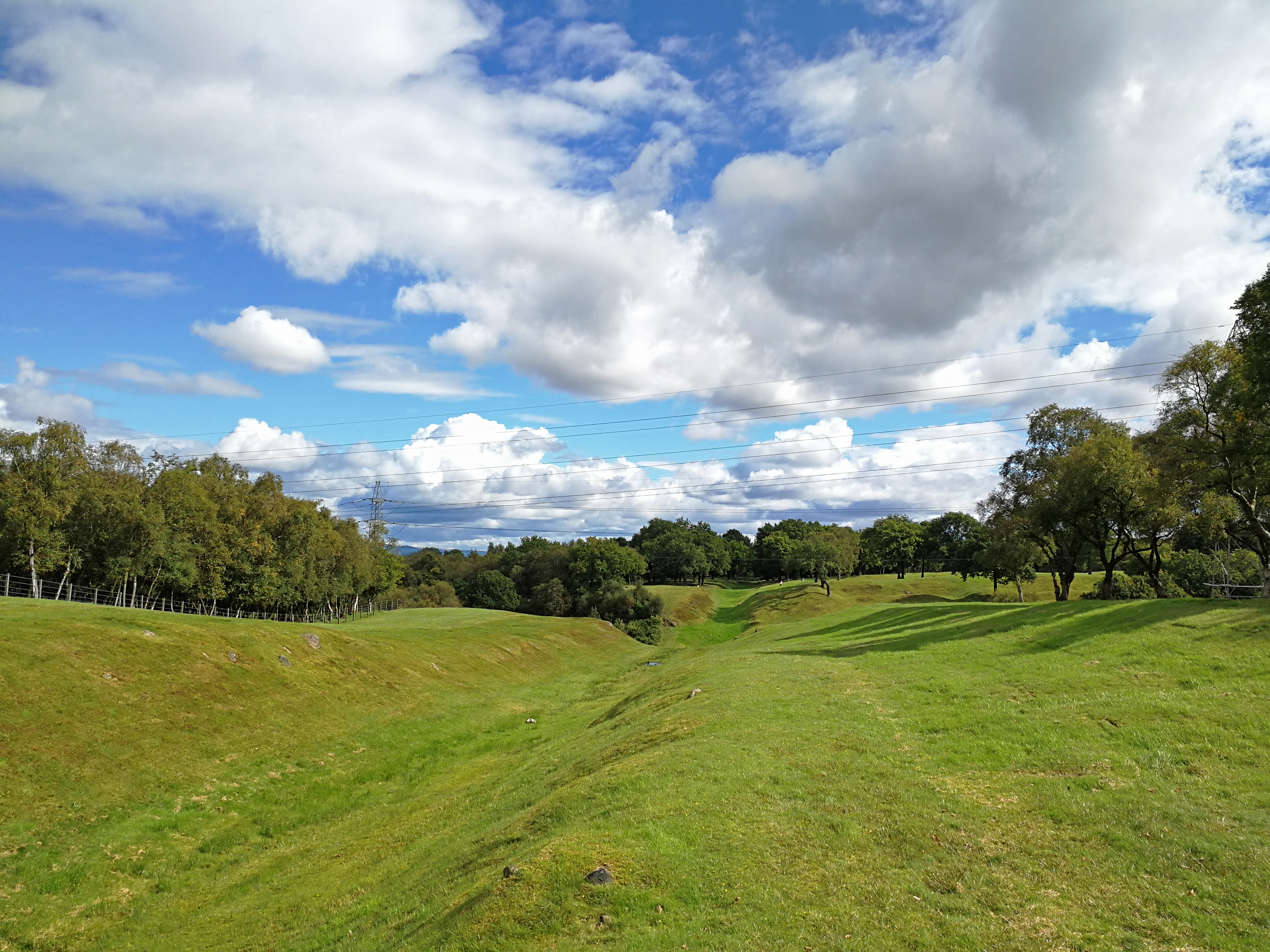
Der Wall bei Bonnybridge
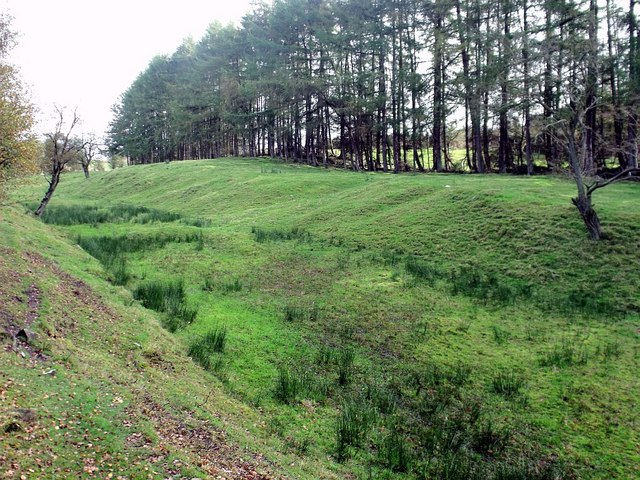
Der Wall nahe Westerwood

### Nordgraben

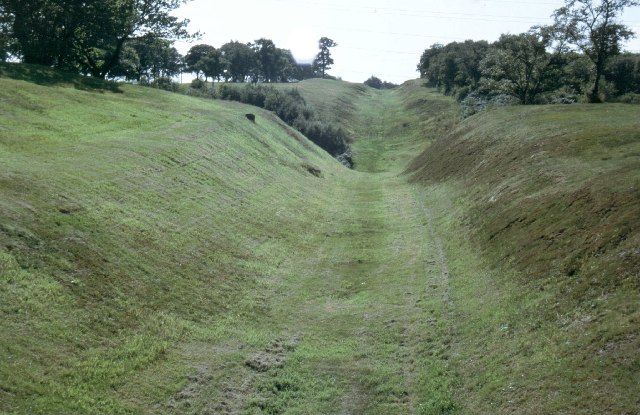
Graben bei Rough Castle

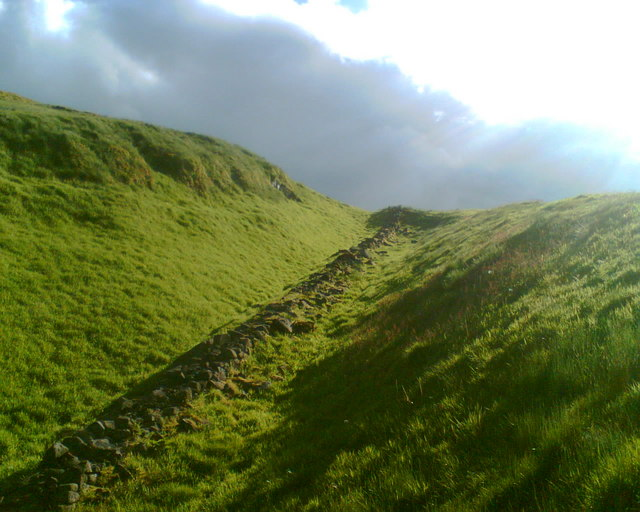
Graben und Wall nahe dem Bar Hill

An seiner Nordseite wurde der Wall durch einen Spitzgraben als Annäherungshindernis begrenzt. Die Berme war sechs bis neun Meter breit. Der Graben war durchschnittlich 12,2 Meter breit und 3,5 bis 4 Meter tief. Bei Croy Hill wurde er von Basaltfelsen unterbrochen. Sein Aushubmaterial wurde an seiner Nordseite zu einem Damm aufgeschüttet. Um ihn zu passieren, muss es mehrere Erddämme oder Brücken nach Norden gegeben haben. Einer dieser Übergänge konnte bei Watling Lodge nachgewiesen werden.

### Militärstraße
Im Abstand von 37 bis 46 Metern wurde der Wall im Süden von einer gut ausgebauten, befestigten Straße begleitet, die als Patrouillenweg gedient haben dürfte. Sie war fünf bis acht Meter breit, in der Mitte leicht aufgewölbt, um eine bessere Entwässerung zu gewährleisten und an beiden Seiten mit Abzugsgräben versehen. Ihr Belag bestand aus mehreren Schichten, größere Steine als Fundament und eine Deckschicht aus kleineren Steinen und Kies darüber. In stark frequentierten Abschnitten war sie mit Steinplatten gepflastert. Meist wurde jedoch einfach eine Lage Kies und Sand aufgeschüttet und verdichtet. Bäume und Büsche wurden an beiden Seiten entfernt, um das Risiko eines Überraschungsangriffs zu verringern. Bei vielen Lagern war sie als von Ost nach West verlaufende via principalis in die Befestigungen integriert. Die Straße sollte rasche Truppenbewegungen ohne unvorhergesehene Hindernisse auf der Ost-West-Achse ermöglichen und war deswegen für den Zivilverkehr gesperrt. Bei Duntocher, Cadder, Bar Hill und Bonnyside scheint sie noch vor Fertigstellung des Walls angelegt worden sein.

### Kastelle

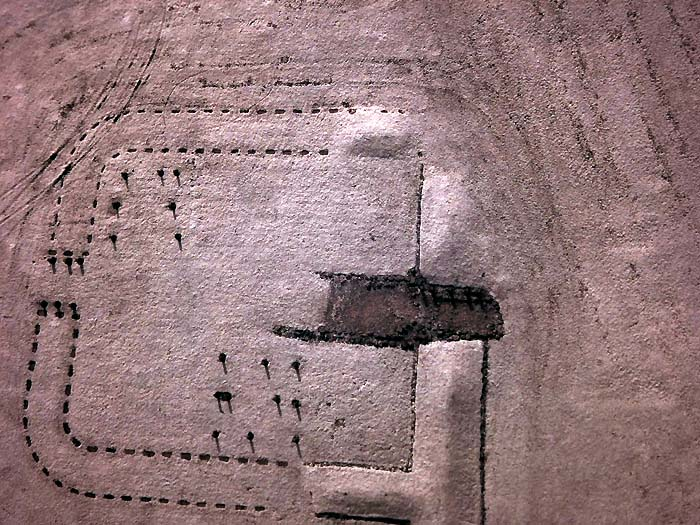
Infrarot-Aufnahme des Kastells bei Kinneil nahe Bo’ness im Ostsektor des Walls

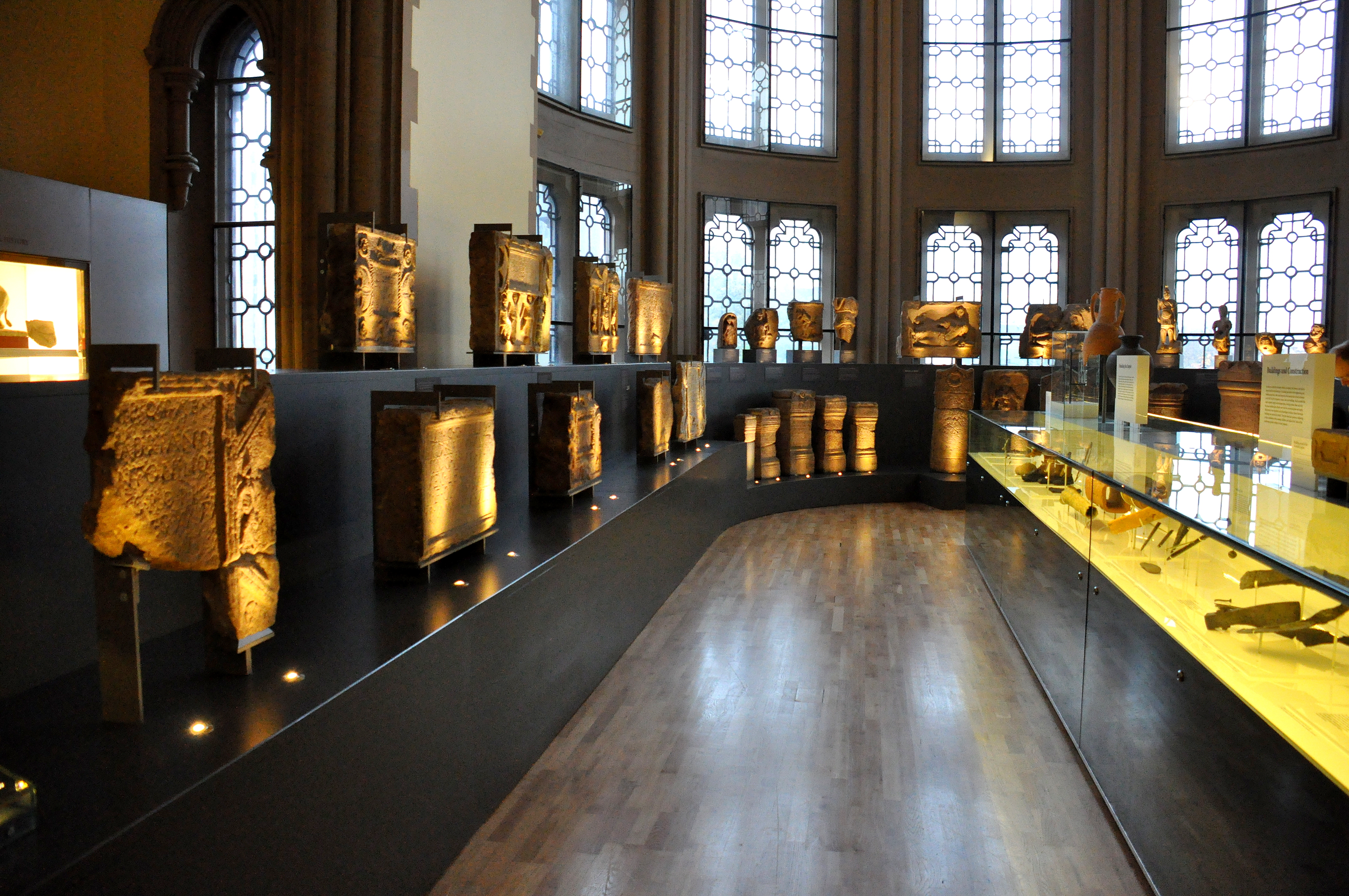
Funde vom Antoninuswall, ausgestellt im Hunterian Museum (Glasgow)

Der Wall wurde vermutlich durch 19 Auxiliarkastelle gesichert, von denen die meisten nachgewiesen werden konnten. Wie der Hadrianswall war auch der Antoninuswall mit einer Kette größerer und kleinerer Kastelle verstärkt, die direkt am Wall lagen. Allerdings herrschte hier eine größere bauliche Vielfalt vor. Zu seiner Sicherung entstanden Kohortenkastelle, Kleinkastelle, Marschlager und andere umwehrte Areale. Einige dieser Wehranlagen wurden offensichtlich vor Fertigstellung des Walls errichtet. Das am besten erhaltene Kastell liegt bei Rough Castle. Im Abstand von jeweils zwei römischen Meilen (etwa drei Kilometer) wurden insgesamt 15 Holz-Erde (Torf)-Kastelle in der für die mittlere Kaiserzeit typischen Spielkartenform errichtet. Ausnahmen waren nur die Lager von Castlecary und Balmuildy, die mit Steinmauern umgeben waren. Die Tore verfügten nur über eine Durchfahrt. Die Befestigungen waren, bis auf drei, alle nach Norden orientiert. In Newstead, wo zwei Einheiten stationiert waren, trennte ein Graben die retendura vom vorderen Bereich des Kastells ab. Vielleicht sollten damit die Legionäre von den Auxiliaren abgesondert werden. Der Zugang wurde zusätzlich von zwei Türen flankiert. An einigen von ihnen war ein Annex angebaut worden. In Bearsden wurde sogar ein Badegebäude miteinbezogen. Die meist völlig von Gebäuden freigehaltenen Flächen dienten ansonsten wohl der Aufnahme von Trosswagen, den Zugtieren oder Werkstätten. Die Lager von Bar Hill und Bearsden sprangen etwas nach Norden vor. Die letzten am Wall errichteten Kastelle orientierten sich nach Osten. Einige der Kastelle waren mit mehreren Wehrgräben umgeben worden. 27 Meter vor den Mauern von Rough Castle stieß man auf Lilia – Fallgruben, die wohl einst mit zugespitzten Pflöcken gespickt waren und als Annäherungshindernisse dienten.

#### Primary Forts
Die ersten sechs Kastelle, die primary forts (PF), wurden in einem Abstand von etwa 13 km errichtet. Dies entsprach der Distanz die ein Infanterist an einem Tag zurücklegen konnte. Die Abstände differieren aber, bedingt durch das teils unterschiedlich beschaffene Gelände, ein wenig voneinander. Einige Lager im Westabschnitt (Balmuildy, Mumrills, Old Kilpatrick) bestanden schon vor der Errichtung des Walls, wie sich an einigen Details ihrer Mauern erkennen ließ. Mumrills und Castlecary waren sogar schon seit den Tagen des Agricola mit römischen Soldaten belegt. Im Osten mussten hingegen alle Kastelle erst neu errichtet werden.

#### Secondary Forts, Meilenkastelle
Um die Entfernung zwischen den Kastellen auf 3,2 km zu verringern, wurden etwas später eine Reihe weiterer Kastelle gegründet, die secondary forts (SF). Diese Anlagen waren allerdings flächenmäßig viel kleiner als die PF. Sie wurden auch nicht mit einem eigenen Gebäude für die Lagerverwaltung (principia) versehen und wurden wohl, wie die Meilenkastelle am Hadrianswall, von den benachbarten PF aus kommandiert. Wahrscheinlich wurden hierfür nacheinander die Kastelle in Rough Castle, Westerwood, Croy Hill, Ceddar und vermutlich Bearsden errichtet. Diese Abfolge wird u. a. durch Beobachtungen in Dundocher gestützt. Hier wurde ein bereits bestehendes Kleinkastell in das SF miteinbezogen. Im Westabschnitt erforderten die menschenleeren und als Aufmarschgebiet für Invasoren viel gefährlicheren Campsie Fells und das Kilsyth Hügelland eine höhere Anzahl von Truppen. Im Ostabschnitt errichtete man deutlich weniger SFs. Hier erachtete man wohl die Vorfeldsicherung durch die Kastelle auf der Five-Halbinsel als ausreichend. Sie sollten aber vermutlich hauptsächlich die mit den Römern verbündeten Stämme schützen.
Lange war man in der Forschung der Meinung, dass – im Gegensatz zum Hadrianswall – am Antoninuswall keine  Meilenkastelle angelegt worden waren. Inzwischen sind jedoch die Überreste von sieben römerzeitlichen Befestigungen als solche identifiziert worden. Vermutlich standen ursprünglich 40 von ihnen am Wall. Die Kleinkastelle verkürzten die Distanz zwischen den einzelnen Stützpunkten auf 3,2 km. Ihre Besatzung umfasste wohl nicht mehr als acht bis zwölf Mann. Die Innenbauten waren aus Holz. Das Tor befand sich im Süden und bestand aus einem Turm mit einem Durchgang. Ein nördlicher Durchgang existierte nicht. Genauer untersucht wurden nur die Kastelle von Wilderness Plantation und Duntocher. Wahrscheinlich entstanden sie zeitgleich mit dem Wall und den PFs. Diese Annahme unterstützen die abgerundeten Ecken der Lager von Duntocher und Cheddars, die dieselbe (geplante) Wallanbindung aufweisen wie die Kastelle. Wilderness Plantation, Croy Hill, Seabegs und Kinneil sind hingegen direkt mit dem Wall verbunden worden. Sie entstanden wohl gleichzeitig mit der Antoninusmauer. Das bekannteste Kleinkastell befindet sich bei Kinneil House, am östlichen Ende des Walls, nahe Bo’ness. Westlich von Bishopton überwachten Kleinkastelle in Lurg Moor und Outerwards die Südküste der Clydemündung. Eine durchgehende Sperre des Flussufers mit Palisaden, wie am Solway Firth, war dort aber archäologisch nicht nachweisbar.
Wachtürme, die in regelmäßigen Abständen an die Mauer angebaut waren, wurden am Antoninuswall bislang nicht nachgewiesen. Vielleicht verzichtete man wegen der vielen Meilenkastelle auf ihre Errichtung. Bei drei, nahe Croy Hill und Rough Castle entdeckten, fünf Meter mal fünf Meter im Quadrat messenden Steinplattformen könnte es sich allerdings um die Fundamente von Signalstationen handeln.

#### Liste der Kastelle
Aufzählung von West nach Ost
- Kastell Bishopton
- Kastell Old Kilpatrick
- Kastell Duntocher
- Kleinkastell Cleddans
- Kastell Castlehill
- Kastell Bearsden
- Kleinkastell Summerston
- Kastell Balmuildy

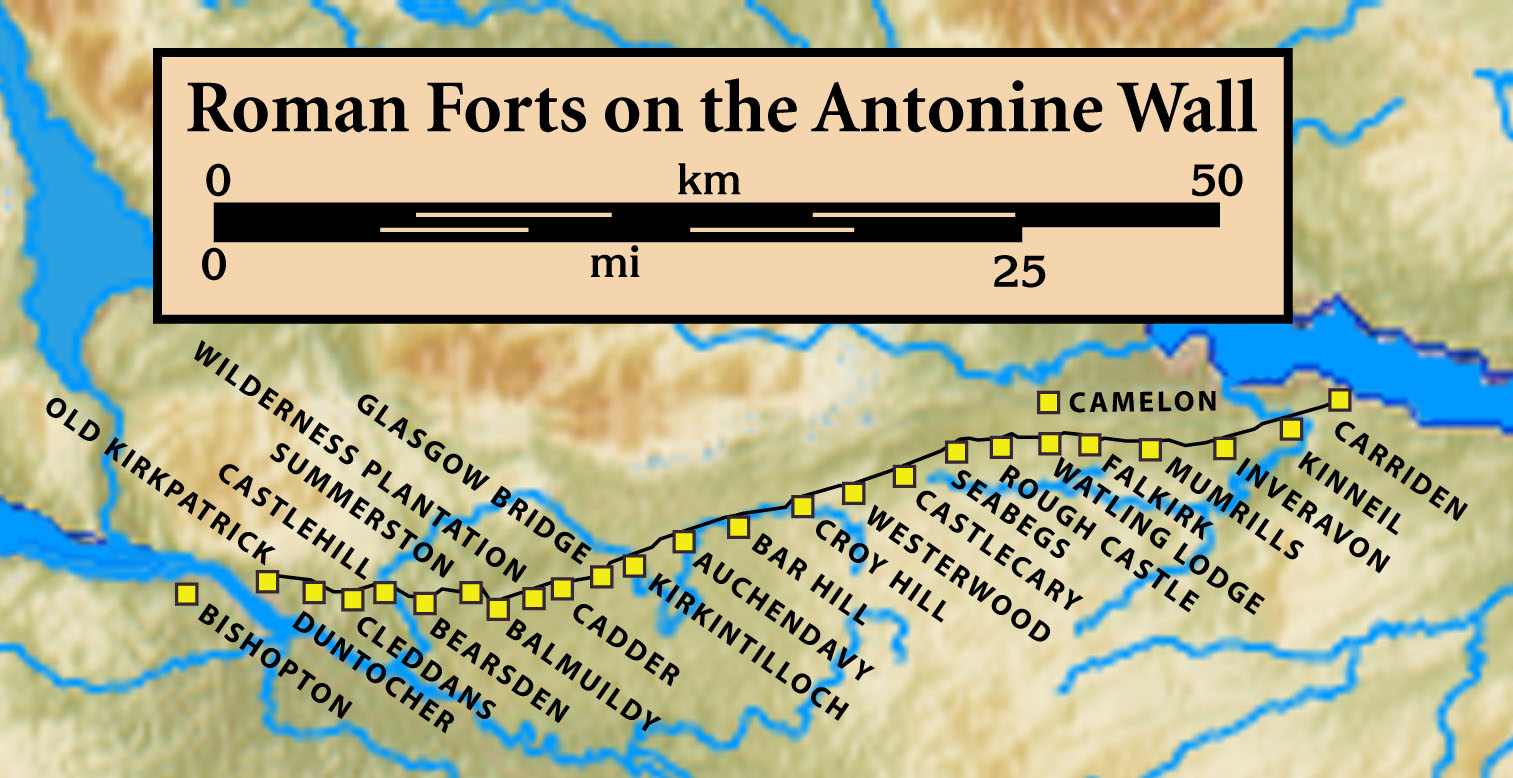
Kastelle und Kleinkastelle am Antoninuswall

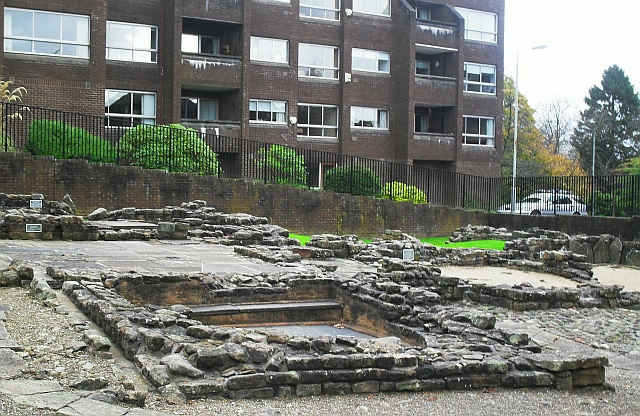
Überreste der Therme beim Kastell Bearsden

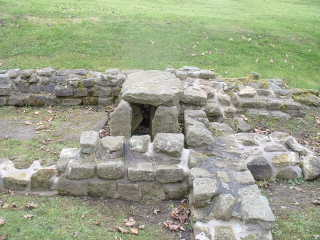
Reste der Hypokaustanlage der Therme von Bar Hill

- Kleinkastell Wilderness Plantation
- Kastell Cadder
- Kleinkastell Glasgow Bridge
- Kastell Kirkintilloch
- Kastell Auchendavy
- Kastell Bar Hill
- Kastell Croy Hill
- Kastell Westerwood
- Kastell Castlecary
- Kleinkastell Seabegs
- Kastell Rough Castle
- Kleinkastell Watling Lodge
- Kastell Camelon
- Kastell Falkirk
- Kastell Mumrills
- Kastell Inveravon
- Kleinkastell Kinneil
- Kastell Carriden
- Kastell Cramond (Versorgungslager)

## Garnisonstruppen
Der Wall wurde durch eine rund 7000 Mann starke Truppe gesichert. Die Garnisonen bestanden aus Legionsvexillationen und Hilfstruppenkohorten (auxilia). Im Vorpostenkastell Bertha sind zwei Einheiten belegt, die gemeinsam dort untergebracht waren. Südlich des Walls lagen meist nur Vexillationen in den Lowlands-Kastellen die die Nachschublinien sichern sollten. Auch für Newstead (Trimontium) sind zwei Vexillationen bekannt, die ebenfalĺs gemeinsam dort stationiert waren. An Kavallerie sind am Antoninuswall nur eine ala und einige teilberittene Auxiliarkohorten (cohors eqitata) bekannt. Die westlichen Flanken des Walls wurden von der im Kastell Bishopton stationierten Reitereinheit gesichert. Sie war für den unteren Verlauf des Clyde zuständig.

## Zivilsiedlungen
Laut einer in Carriden entdeckten Inschrift dürften um einige der größeren Kastelle im Laufe der Zeit auch Siedlungen (vicus) entstanden sein, die sich allerdings selbst verwalteten und nicht unter der Kuratel des Militärs standen. Eine Inschrift erwähnt vicani constistentes Velumiate.

## Bauinschriften

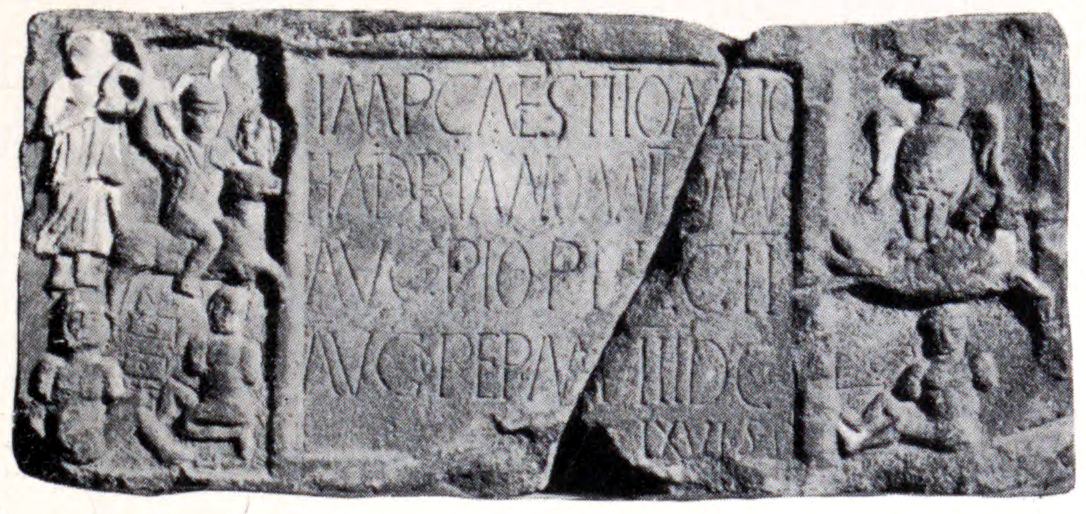
Distance Slab der Legio II Augusta aus Summerston

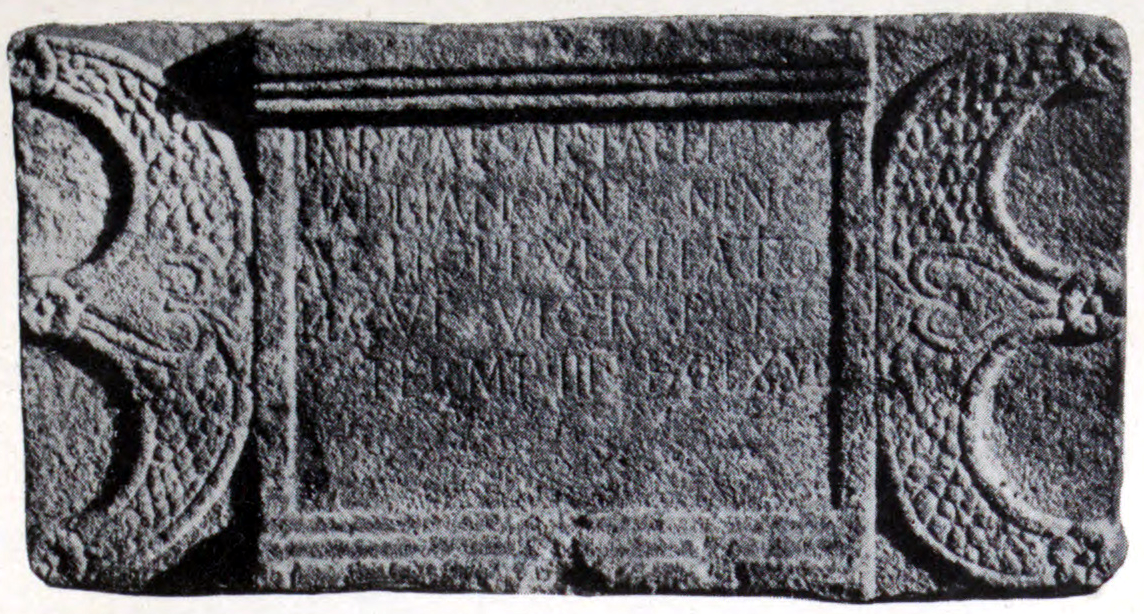
Distance Slab der Legio VI Victrix aus Castlehill

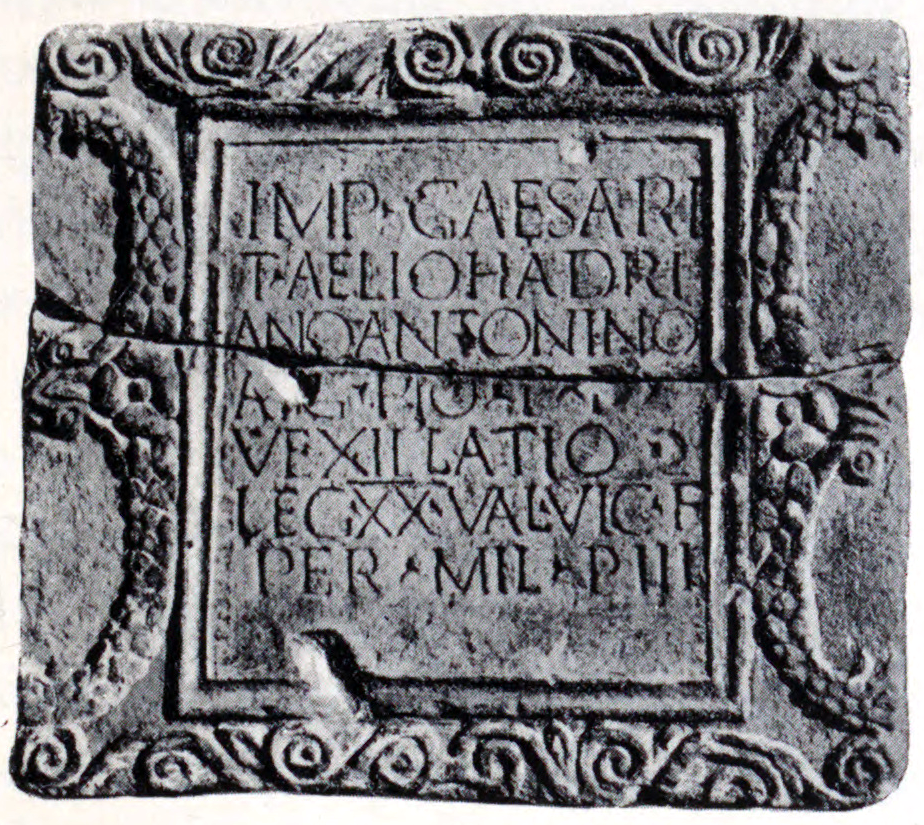
Distance Slab der Legio XX Valeria Victrix aus Auchendavy

Bei den Ausgrabungen wurden 18 Steintafeln (sog. distance slabs) geborgen, die bei Vollendung eines Wallabschnittes als Bauinschrift zurückgelassen wurden. Sie ermöglichten die Identifizierung eines Großteils der am Bau des Walles beteiligten Einheiten. Aus deren Analyse geht hervor, dass er zum überwiegenden Teil von Angehörigen der drei Stammlegionen Britanniens erbaut wurde:
- Legio II Augusta (Caerleon),
- Legio VI Victrix (York) und
- Legio XX Valeria Victrix (Chester).

Auf den Inschriften der Legio VI und der Legio XX werden nur Vexillationen erwähnt. Bei denen der Legio II fehlen diese Hinweise. Vermutlich wurde sie in kompletter Mannschaftsstärke zum Bau des Walls abkommandiert während die beiden anderen überwiegend zur Sicherung der britischen Provinzen eingesetzt waren und kleinere Baulose zugewiesen bekamen. Die bislang aufgefundenen Exemplare lassen sich in zwei geographische Gruppen einteilen. Die meisten von ihnen sind noch hervorragend erhalten, was annehmen lässt, dass sie vor dem Abzug der Römischen Armee abgenommen und vergraben wurden. Die unterschiedlich formulierten Texte wurden wohl von den Kommandeuren der jeweiligen Bautrupps vorgegeben und nennen den regierenden Kaiser, die dafür verantwortliche Legion und die Länge des Bauloses. Auf zwei Steinen der Legio VI wird mit der Formulierung „opus valli“ ausdrücklich darauf hingewiesen, dass sie Bauarbeiten am Wall durchführte. Die Namen der amtierenden Statthalter sowie einzelne Kohorten oder Centurien, wie auf den centurial stones des Hadrianswalls, werden nicht angegeben.
Ein besonders sorgfältig und aufwendig gestaltetes Exemplar dokumentiert die Erbauung des östlichsten Bauabschnitts bei Bridgeness. Die Steintafel wurde 1868 auf dem Windmill Hill am östlichen Ende des Antoninuswalls mit der beschrifteten Seite nach unten liegend gefunden. Sie befindet sich heute im National Museum of Antiquities in Edinburgh. Die eingemeißelte Inschrift ist Antoninus Pius gewidmet und berichtet von der Erbauung des 4652 passus langen Abschnittes durch die Legio II. Das Inschriftenfeld wird von sogenannten peltae, kleinen Infanterieschilden, flankiert. Das Relief an der linken Seite zeigt einen römischen Kavalleristen, der eine Gruppe feindlicher, als nackte Barbaren dargestellte Briten niederreitet. Das Relief an der rechten Seite stellt eine rituelle Opferszene dar: Dem Kriegsgott Mars werden ein Bulle, ein Schwein und ein Schaf als Opfergabe dargebracht (ein solches dreifaches Tieropfer wird suovetaurilia genannt).

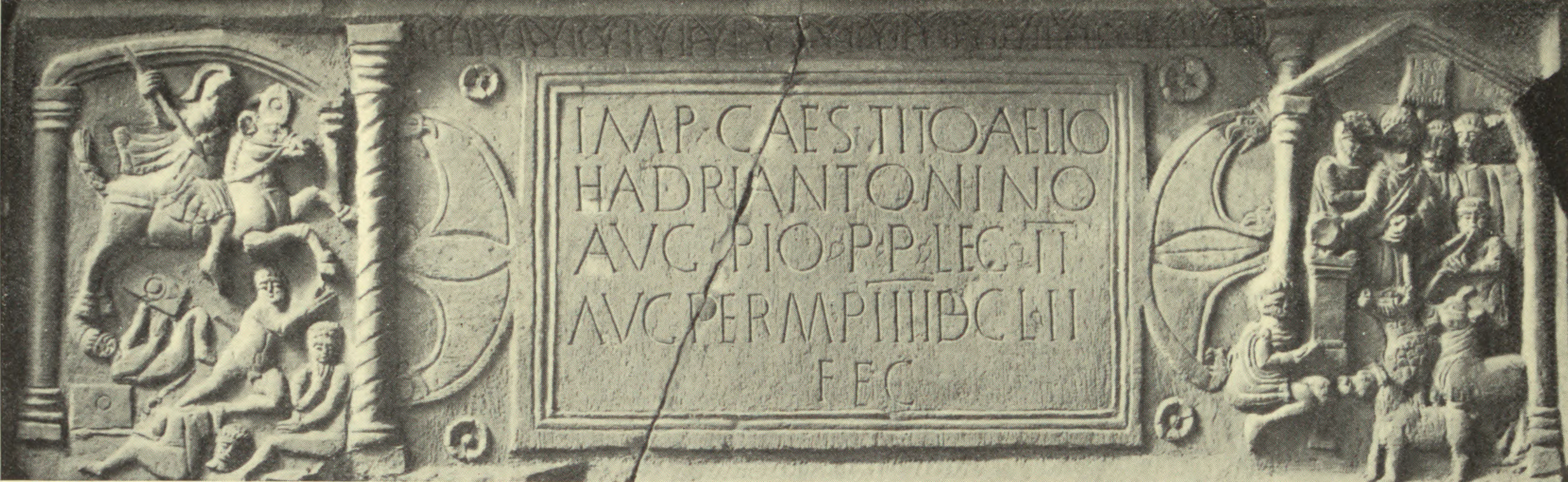
Römischer Inschriftenstein der Legio II Augusta aus Bridgeness

## Weltkulturerbe
Seit 2008 sind die Überreste als Teil des europäischen Limes in der Liste des Weltkulturerbes der UNESCO eingetragen. Zu dem Eintrag gehören auch andere Abschnitte der römischen Grenzbefestigung, der Hadrianswall und der obergermanisch-rätische Limes.